# Plotîcea, Kozova
Plotîcea (în ucraineană Плотича) este o comună în raionul Kozova, regiunea Ternopil, Ucraina, formată numai din satul de reședință.

## Demografie
Componența lingvistică a comunei Plotîcea
     Ucraineană (99,15%)
     Alte limbi (0,85%)
Conform recensământului din 2001, majoritatea populației comunei Plotîcea era vorbitoare de ucraineană (99,15%), existând în minoritate și vorbitori de alte limbi.